# O’Byrn (Adelsgeschlecht)

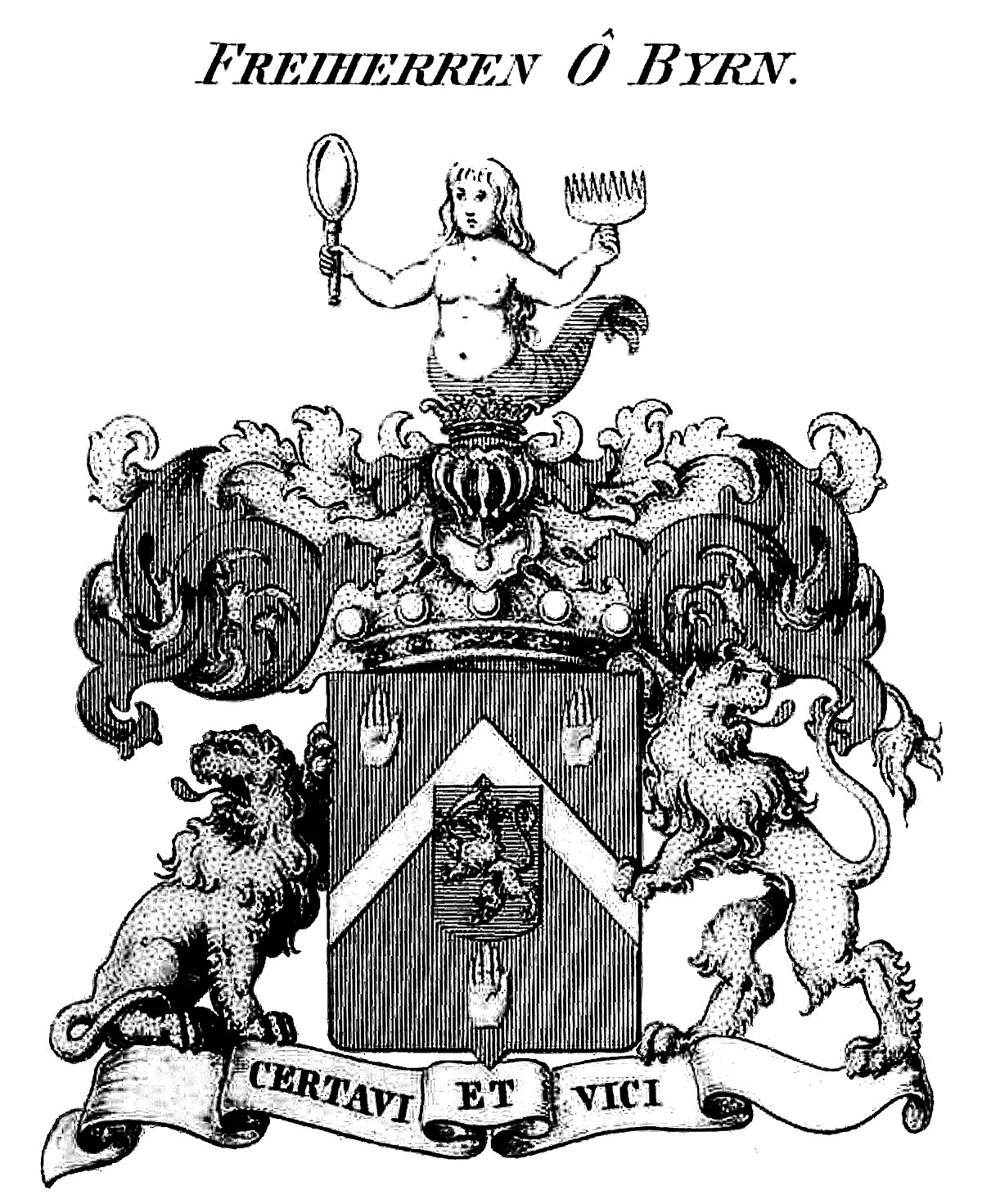

O’Byrn (auch Byrne oder O’Byrne, irisch Ó Broin; deutsch Abkömmling des Raben) ist der Name eines irischstämmigen, sächsischen Adelsgeschlechts.

## Geschichte
Die O’Byrn sehen sich als Nachfahren des Königs vom Leinster Bran mac Máelmórda († 1052) und wurden mit Aodh O’Brin, († nach 1119) zuerst urkundlich genannt. Am 17. Mai 1671 wurde Gregory Byrne († 1712), Lord of Timogue in Queen’s County und Lord of Sheen in Surrey, in der Baronetage of England zum Byrne Baronet, of Nether Tabley in the County of Chester, erhoben. Dessen jüngerer Sohn aus zweiter Ehe Johann Jakob O’Byrn († 1763) siedelte nach Sachsen über und gelangte dort zu hohem Ansehen und begründete die sächsische Linie der Familie. Der sächsische Oberleutnant a. D. und Eisenbahn-Obersekretär bei der Generaldirektion der sächsischen Staatseisenbahnen, Friedrich O’Byrn (1864–1936) aus der 1. Linie des Geschlechts erhielt am 10. Juni 1909 die sächsische Anerkennung eines Baronstitels und wurde in das sächsische Adelsbuch als irischer Uradel und Baron (Nr. 299) eingetragen. Aus der 2. Linie erfuhr der sächsische Generalleutnant z. D. Johann O’Byrn (1829–1909) dieselbe Ehrung bereits am 19. April 1904 (Nr. 138).

## Wappen
Das Stammwappen zeigt in Rot einen silbernen Sparren begleitet von drei (2:1) aufgerichteten natürlichen Rechtshänden. Auf dem gekrönten Helm mit rot-silbernen Decken eine Melusine in der Rechten einen goldenen Spiegel haltend. Wahlspruch: Certavi et vici (deutsch Ich habe gekämpft und gewonnen.)
Freiherrliche Variante: ein goldener Sparren, belegt mit einem Herzschild, darin Blau ein goldener Löwe; Freiherrnkrone auf dem Schild; die Decken rot-golden; die Melusine zusätzlich in der Linken einen Kamm haltend; Schildhalter zwei Löwen.

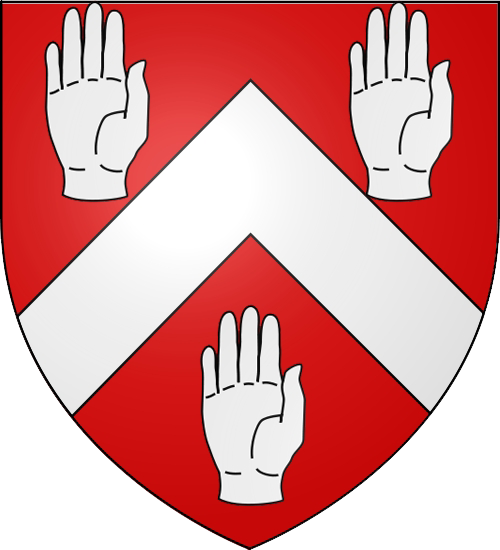
Stammwappen der Familie O’Byrn
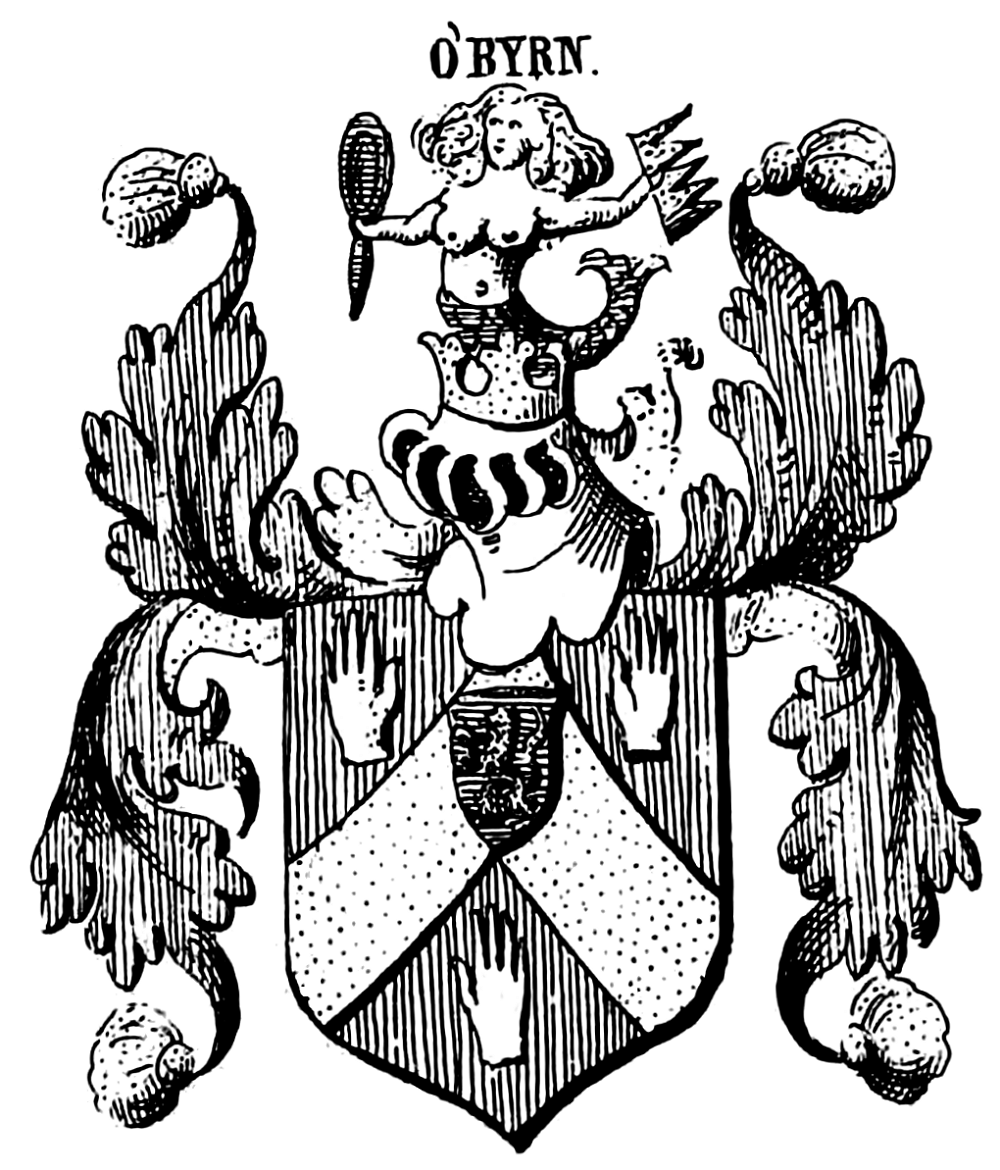
Wappen in Siebmachers Wappenbüchern
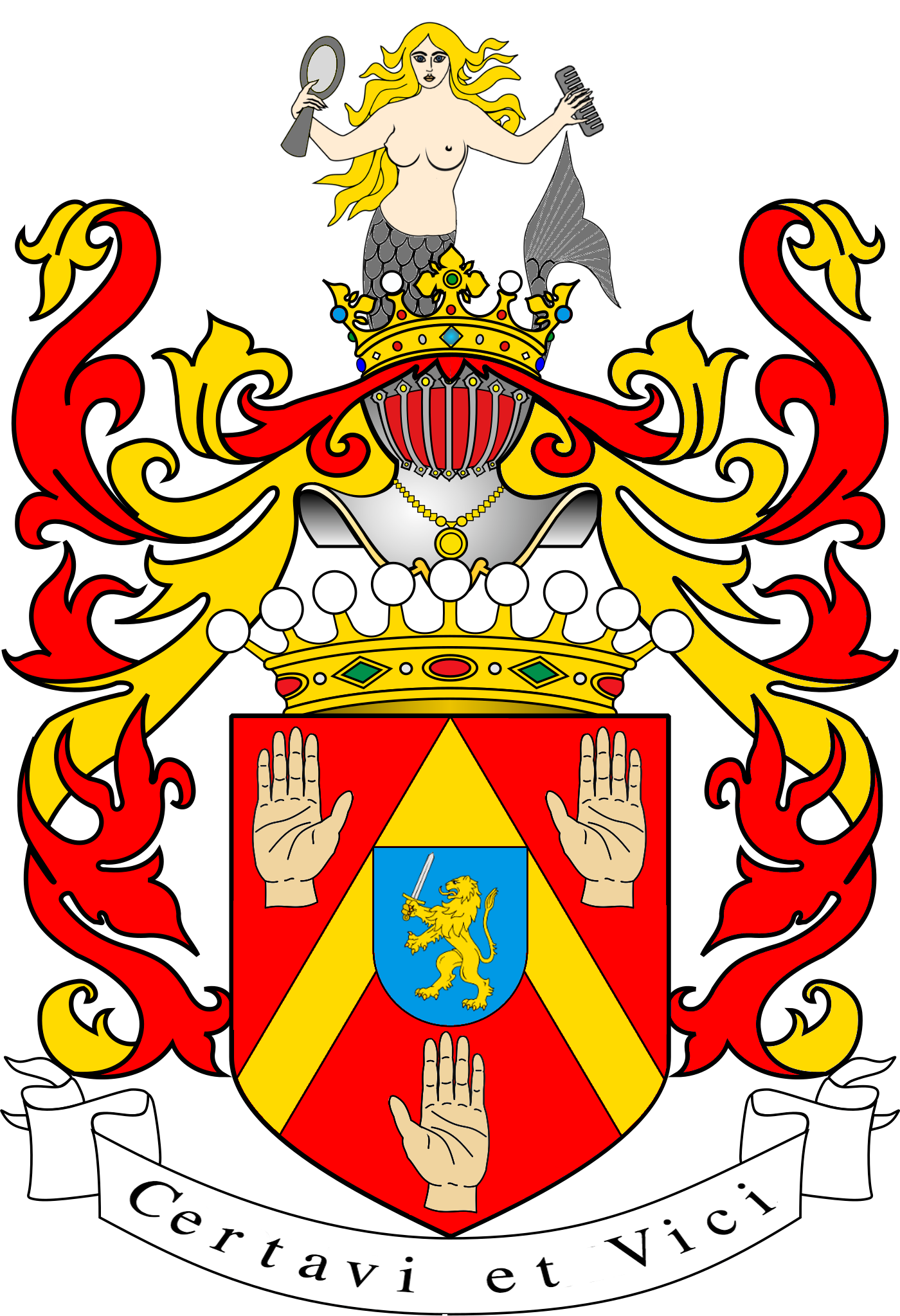
Wappen der Barone O’Byrn

## Angehörige
- Johann Jakob O’Byrn († 1763), sächsischer Generalmajor und Regimentschef
- Johann O’Byrn (1829–1909), sächsischer Generalleutnant
- Georg O’Byrn (1864–1942), sächsischer Generalmajor und Kabinettschef

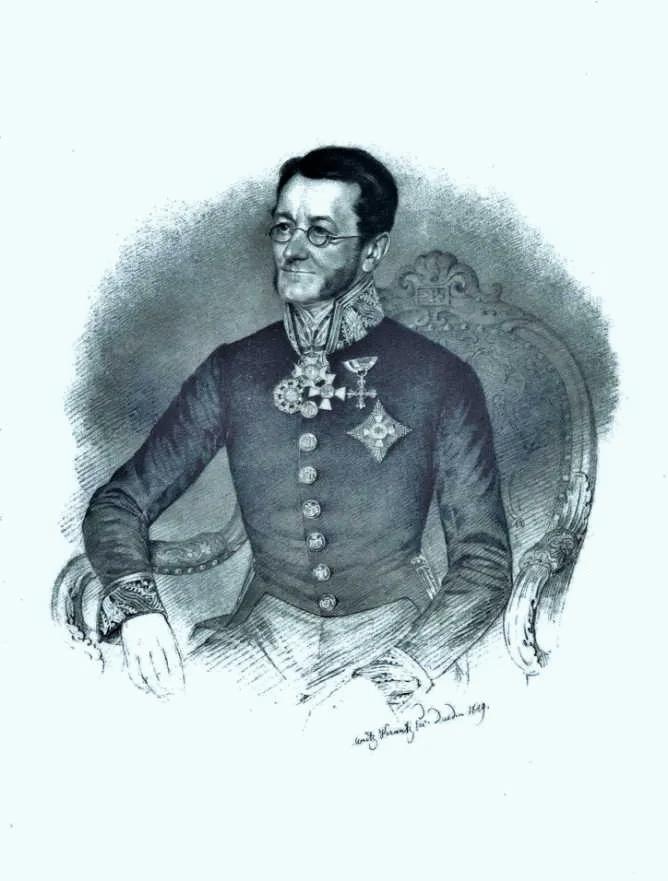
Baron Friedrich Konstantin Wenzeslaus O’Byrn (1789–1873)
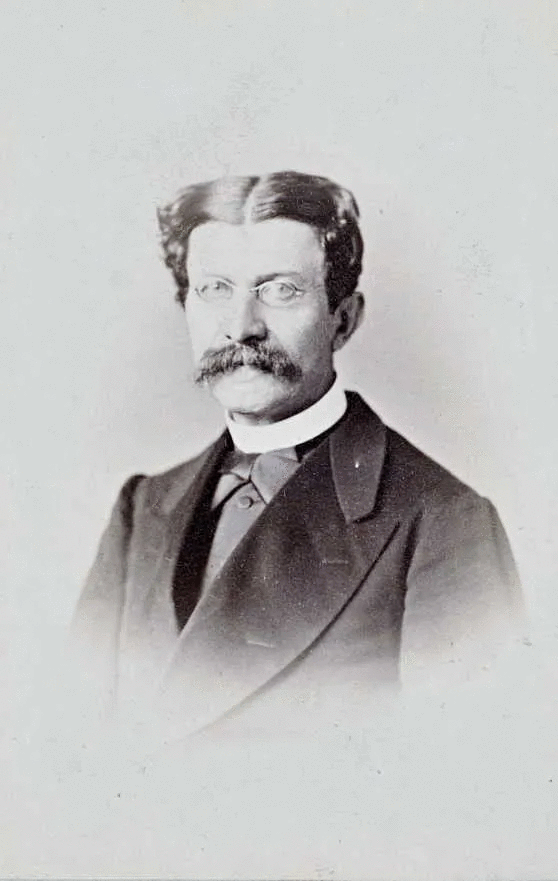
Baron Friedrich O’Byrn (1864–1936)
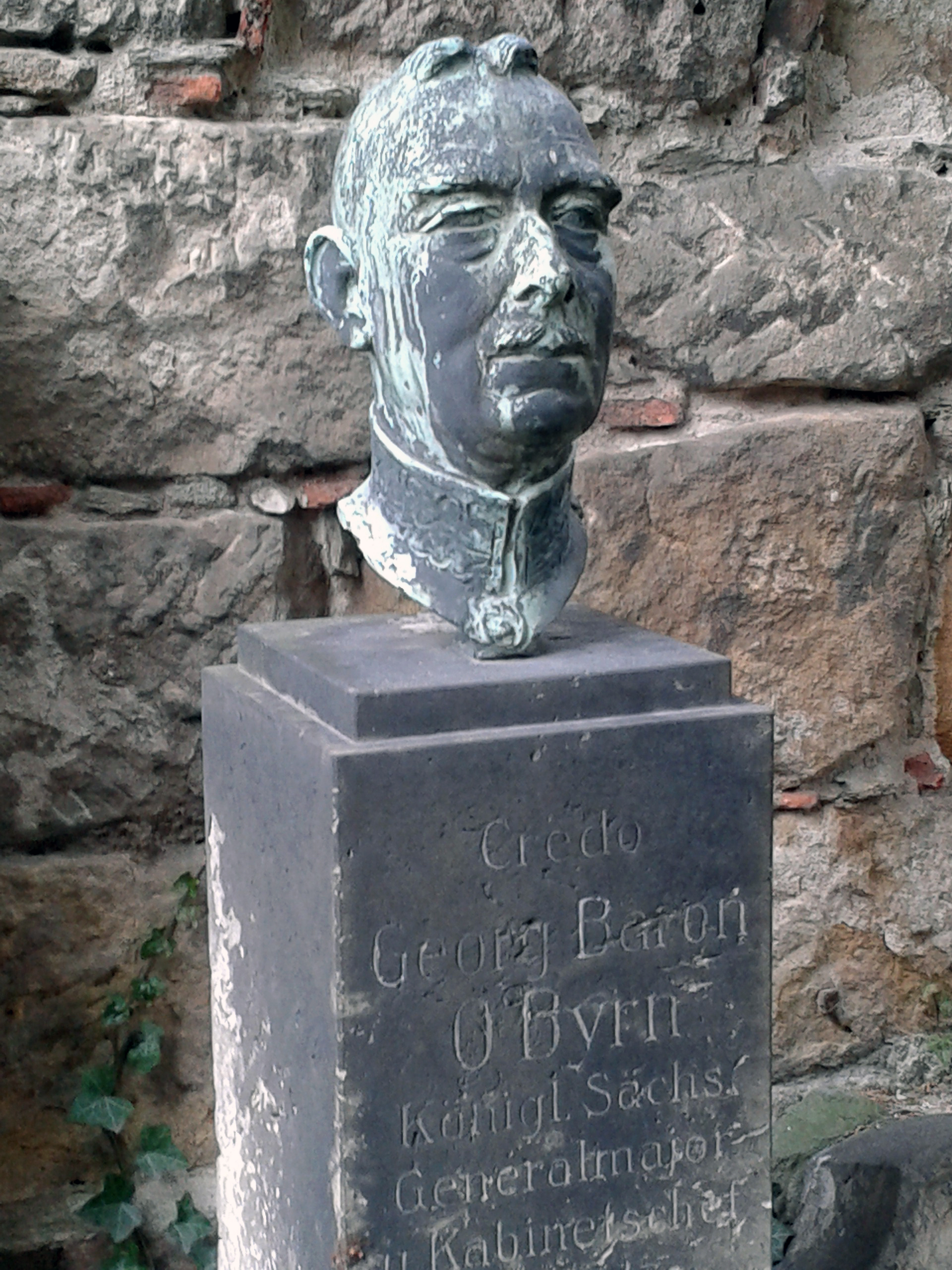
Georg Baron O’Byrn (1864–1942)